# Boscastle
Boscastle es un pueblo y puerto pesquero en la costa norte de Cornualles, Reino Unido, y a 14 millas (23 km) al sur de Bude y a 5 millas (8 km) al noreste de Tintagel.
El nombre del pueblo deriva del Castillo de Bottreaux, una fortaleza del siglo XII de la que poco se conserva. No hay iglesia en Boscastle pero hay iglesias en Forrabury y Minster. El puerto de Boscastle es una ensenada natural protegida por dos muros de piedra construidos en 1584 por Sir Richard Grenville. La parte más antigua de Boscastle rodea el puerto; un edificio residencial más moderno se extiende por los valles de los ríos Valency y Jordan.
Una inundación repentina el 16 de agosto de 2004 causó grandes daños a la aldea. Los residentes quedaron atrapados en casas y en otros lugares a medida que las carreteras se convertían en ríos. En la mayor operación de rescate en tiempo de paz jamás lanzada en el Reino Unido, 91 personas fueron rescatadas y no hubo muertes.